# 汉斯·克里斯蒂安·奥斯特
汉斯·克里斯蒂安·奥斯特（丹麥語：Hans Christian Ørsted，丹麥語：[ˈhænˀs ˈkʰʁestjæn ˈɶɐ̯steð] ⓘ，1777年8月14日—1851年3月9日），丹麦物理学家、化学家和文學家。在物理學領域，他首先发现載流導線的電流對鄰近的磁針會產生作用力，使磁針偏轉，從而得知電流會產生磁場效應，發現了電學與磁學的關聯。在化學領域，他發現了鋁元素。19世紀後期，在科學方面的後康德哲學和演進，由於他的寫作而更見雛形。他創建了「思想實驗」這名詞，他也是第一位明確地描述思想實驗的現代思想家。

## 生平
奥斯特生於丹麥朗厄蘭島上的小鎮魯茲克賓 。他的父親瑟倫·克里斯蒂安·奥斯特（Søren Christian Ørsted）是一位藥劑師，在小鎮裏開了一個藥局。由於小鎮裏沒有正式學校，漢斯和弟弟，安诺斯·桑纳·奥斯特只能跟著鎮上教育水準較高的長輩學習各種各樣的知識。漢斯常常幫助父親在藥局裏工作，因此學會了一點基礎化學。雖然如此，他們都仍舊能夠以優等的成績通過哥本哈根大學的入學考試。安诺斯想要從事律師行業，而漢斯則對文學和哲學具有濃厚的興趣。於1799年，漢斯得到博士學位，論文主題是《大自然形而上學的知識架構》。
畢業後，汉斯·奥斯特成為大學講師。另外，他還在一位醫學院教授的藥局做配藥師。1801年，汉斯·奥斯特得到一筆為期三年的遊學獎學金，可以出國遊學。他在德國遇到了物理學家約翰·威廉·里特爾，兩人成為莫逆之友。里特爾深信在電場與磁場之間，隱藏著一種物理關係。奥斯特覺得這點子蠻有意思。他開始朝這學術方向學習發展。奥斯特有教書的天分，他的講課廣受大眾歡迎。1806年，他任聘哥本哈根大學教授。他的研究領域是電學和聲學。在他的努力指導與推行之下，哥本哈根大學發展出一套完整的物理和化學課程，並且建立了一系列嶄新的實驗室。
1814年，奥斯特與英厄·贝卢姆（Inger Bellum）在哥本哈根共締良緣，共育有三男四女。
1820年，奥斯特意外地發現載流導線的電流會作用於磁針，使磁針改變方向，從此舉世聞名，得到很多獎章與榮譽。為了提升丹麥的科技水平，他於1829年創建了丹麥技術大學，並且任職為校長，一直到他往生。他埋葬於哥本哈根的  。
奥斯特一家在法律界和政治界都出人頭地，成就非凡。他的妹妹芭芭拉·阿尔贝蒂娜·奥斯特（Barbara Albertine Ørsted）的丈夫耶奥格·雅各布·布尔於1814年至1827年期間挪威最高法院首席大法官。弟弟安诺斯在1853年至1854年期間任丹麦首相。

## 電磁現象

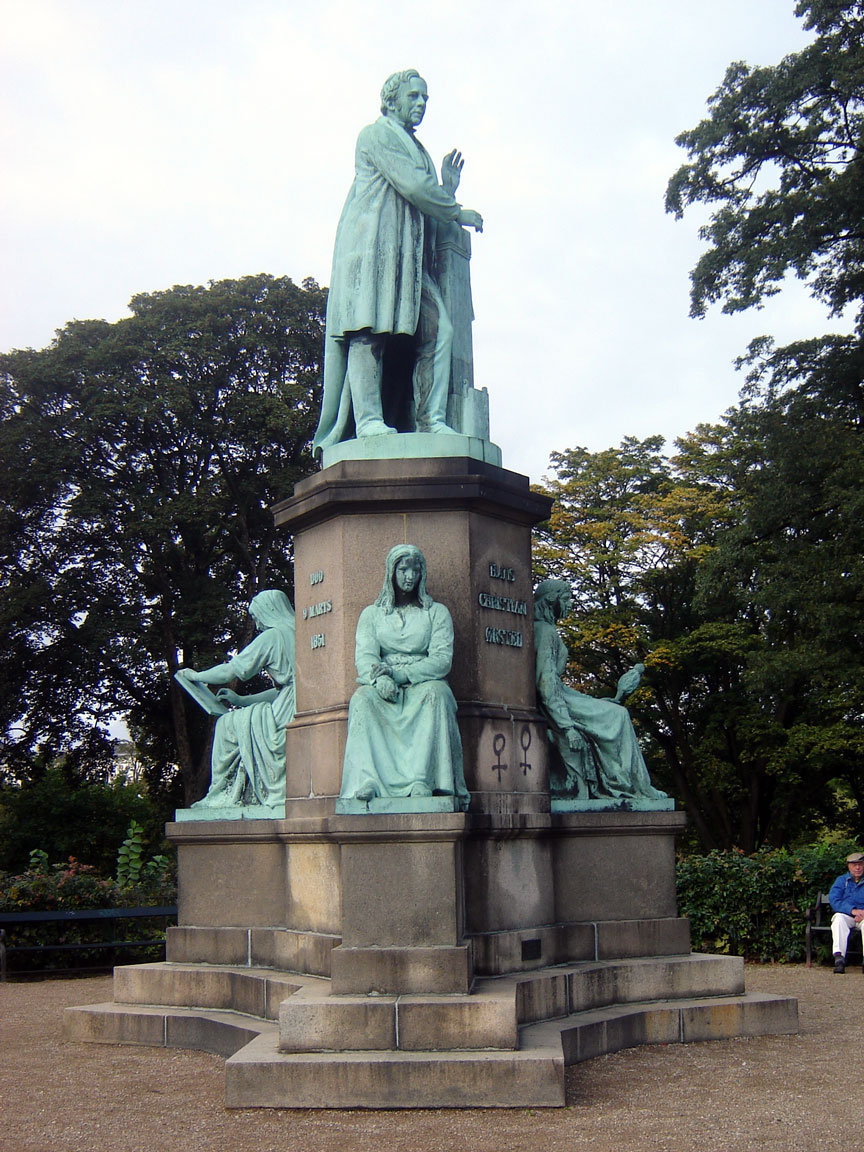
奧斯特塑像矗立於奧斯特公園。這公園位處哥本哈根市中心區，特別為了紀念奧斯特而建成。

奧斯特是一位優秀的教授。每一個月，他都會準備一堂特別課程，專門講述最新的科學發展。有一次，在這特別課程之後的實驗示範時，他試著觀察載流導線的電流，是否會使指南針的磁針偏離其正常指向？剛開始，大家都沒有看出有甚麼不同。懷疑是否電流不夠大，他試著將電流的流量增大，立即，磁針改變了所指的方向。他和學生們都見證到這歷史的一刻。
那時，對於這奇異的現象，奧斯特並沒有給出任何令人滿意的解釋，他也沒有試著用數學的架構來表達這現象。經過幾個月的仔細檢驗以後，他正式發表了一篇，講述他的實驗結果，證明載流導線的電流會產生磁場
奧斯特的發現引起了整個歐洲物理學家的注意。每一位物理學家都聚焦於這驚人的發現。法國物理學家讓-巴蒂斯特·必歐和菲利克斯·沙伐也不例外。他們很快地找到了新的結果。同年，他們共同發表了必歐-沙伐定律。這定律精確地用方程式描述載流導線的電流所產生的磁場。還有，天才數學物理學家安德烈-瑪麗·安培也找到了一個方程式來描述兩條載流導線的電流彼此作用於對方的磁力。

## 鋁元素的發現
於 1825 年，奧斯特在化學領域又給出很重要的貢獻。他首先分離出鋁元素，雖然英國科學家漢弗里·戴維爵士那時已經製造出鋁鐵合金。奧斯特使用還原法將鋁元素從氯化鋁中分離出來。

## 物理文學
奧斯特的文筆甚佳，是一位小有名氣的科學作家和詩人。由於工作同仁和魔術家  乘駛汽球飛行於哥本哈根天空的壯舉，引發了奧斯特的創作靈感，因而寫出詩集《飛船》 (Luftskibet) 。

## 榮譽

《自然中的组分》（Der Geist in der Natur, 1854）

在CGS單位制裏，磁場的單位是奧斯特。這是為了追懷奧斯特在電磁學領域的貢獻。
倫敦皇家學會授予奧斯特1820年的科普利獎章。他又被遴選為法國科學院的通訊院士。
從1950年到1970年發行的一百丹麥克朗纸鈔正面展示出奧斯特頭像的版畫。
為了紀念奧斯特，美國物理教師協會 (American Association of Physics Teachers) 特別設立了奧斯特獎章 (Oersted Medal) ，來獎勵優秀物理教師。丹麥發射於1999年的第一個人造衛星，就命名為奧斯特人造衛星。今天，哥本哈根大學化學系和數學系的大樓，也命名為漢斯·奧斯特學院 (H. C. Oersted Institute) 。

## 參閱
- 詹姆斯·馬克士威
- 麥可·法拉第
- 亞歷山卓·伏打
- 安培定律

## 外部連結
- 國家高強度磁場實驗室網頁：奧斯特磁針實驗的互動教導小冊 （页面存档备份，存于）。